# پل سانچز برگشته!
پل سانچز برگشته! (فرانسوی: Paul Sanchez est revenu!‎) فیلمی به کارگردانی پاتریشیا مازویی است که در سال ۲۰۱۸ منتشر شد. از بازیگران آن می‌توان به لوران لافیت و زیتا هانروت اشاره کرد. آهنگساز این فیلم، جان کیل است.